# Trinitramide
Trinitramide is het grootste gekende stikstofoxide en heeft als brutoformule N4O6. De vorming van deze verbinding werd voor het eerst gepubliceerd in 2011 door een groep onderzoekers onder leiding van Tore Brinck aan het Koninklijk Instituut voor Technologie (KTH) in Stockholm. Voordien was het bestaan van deze verbinding enkel door theoretische berekeningen voorspeld.

## Synthese
Trinitramide wordt gesynthetiseerd door een oplossing van kaliumdinitramide of ammoniumdinitramide in acetonitril langzaam te nitreren met een oplossing van nitryltetrafluorboraat bij lage temperatuur:
{\displaystyle {\ce {NH4N(NO2)2 + NO2BF4 -> N(NO2)3 + NH4BF4}}}
Een alternatieve methode bestond erin zuiver nitryltetrafluorboraat aan een bevroren oplossing van kaliumdinitramide en ammoniumdinitramide toe te voegen en het langzaam erin laten oplossen.
De onderzoekers hebben de verbinding enkel in oplossing gesynthetiseerd en nog niet in zuivere toestand. Ze zou potentieel toegepast kunnen worden als een efficiënte chloorvrije oxidator voor raketbrandstof.